# Sfenakodon
Sfenakodon (Sphenacodon) – jest to rodzaj pelykozaura, żyjącego pod koniec karbonu i na początku permu na terenie obecnego Teksasu i Nowego Meksyku.
- Był to drapieżnik długości 150-230 cm.
- Należał do rodziny Spenacodontidae, do której zalicza się również haptodusa i dimetrodona.
- Miał dużą czaszkę, zaopatrzoną w zróżnicowane uzębienie (patrz: haptodus).
- Jego kręgosłup zaopatrzony był w wydłużone wyrostki. Ich funkcją była prawdopodobnie możliwość przyczepu mięśni grzbietowych, co pozwalało mu na sprawniejszy ruch w czasie polowania. Nie tworzyły, jak u dimetrodona żagla skórno-kostnego.

- Znane są dwa gatunki należące do rodzaju Sphenacodon:

-Sphenacodon ferox, był mniejszy i zwinniejszy. Jego długość wynosiła 1,8 m, przy masie ciała około 50 kg. Jego wyrostki na kręgosłupie były mniej rozwinięte niż u S. ferocior.
-Sphenacodon ferocior, miał 230 cm długości i ważył 130 kg